# Anaphes latipennis
Anaphes latipennis är en stekelart som beskrevs av Walker 1846. Anaphes latipennis ingår i släktet Anaphes och familjen dvärgsteklar. Inga underarter finns listade i Catalogue of Life.